# Алахис
Алахис (Алагис; погиб в 689 году) — герцог Тренто и Брешиа, король лангобардов в 689 году.

## Биография
Арианин Алахис боролся против исповедников ортодоксии. Его первый бунт против королевской власти был неудачным, но король Бертари помиловал мятежника.
В 688 году Алахис снова поднял восстание и в 689 году захватил власть. Король Куниперт был отправлен в ссылку на один из островов озера Комо. Однако вскоре Алахис потерял поддержку среди народа. Куниперт выступил против него, и в сражении при Коронате Алахис был убит.